# Banskobystrický kraj (1948–1960)
Banskobystrický kraj (slovensky Banskobystrický kraj) byl správní celek v Československu, který existoval v letech 1948–1960. Jeho centrem byla Banská Bystrica. Kraj měl rozlohu 9 281 km².
Vznikl na středním Slovensku dne 24. prosince 1948 na základě zákona o krajského zřízení, podle kterého bylo k 31. prosinci 1948 zrušeno zemské zřízení. Krajský národní výbor byl zřízen k 1. lednu 1949. Banskobystrický kraj se v roce 1955 členil na 15 okresů. Kraj byl zrušen k 30. červnu 1960 zákonem o územním členění státu, podle kterého vznikly nové kraje. Území Banskobystrického kraje bylo tehdy zahrnuto do Středoslovenského kraje.